# Дело Еврейского антифашистского комитета
Дело Еврейского антифашистского комитета — один из эпизодов послевоенных политических репрессий в СССР.
Дело было возбуждено в отношении группы еврейских общественных деятелей СССР — членов Еврейского антифашистского комитета (ЕАК) в 1948 году и продолжалось до 1952 года. 13 из 15 обвиняемых по уголовному делу, включая С. А. Лозовского, И. С. Фефера и других руководителей ЕАК, были расстреляны 12 августа 1952 года. Всего по делу ЕАК было репрессировано 125 человек, в том числе 23 были расстреляны и 6 умерли в ходе следствия. Впоследствии все осуждённые по этому делу были реабилитированы. Историки расценивают дело ЕАК как проявление политики государственного антисемитизма в СССР.

## Предшествующие события
Еврейский антифашистский комитет под руководством всемирно известного театрального актёра и режиссёра Соломона Михоэлса был создан в 1942 году одновременно с женским, молодёжным, всеславянским комитетами и комитетом учёных, которые должны были обеспечивать поддержку СССР во время войны с Германией со стороны соответствующих зарубежных кругов. После войны в ЕАК состояло 70 человек, в том числе 15 членов президиума. Их работу обеспечивали 18 штатных сотрудников аппарата и 60 сотрудников редакции газеты «Эйникайт».
В послевоенные годы высокая известность комитета и его зарубежные связи стали мешать Сталину. К концу войны, а также и после неё, ЕАК был вовлечён в документирование событий Холокоста. Это шло вопреки официальной советской политике представления преступлений нацистов как злодеяния против всех советских граждан и непризнания геноцида евреев в СССР. Официально упоминали о жертвах среди евреев прежде всего в Германии и других оккупированных нацистами государствах, но не на территории СССР. Советская историография не выделяла сведения об уничтожении евреев нацистами на территории СССР в самостоятельную исследовательскую проблему. ЕАК также переключился на защиту интересов еврейского населения внутри страны, особенно той части евреев, которая стремилась к культурной автономии, что противоречило исходным планам Сталина, создававшего ЕАК как орган пропаганды за рубежом. Кроме того, недовольство Сталина вызывал лично Михоэлс, на которого органами госбезопасности был сфабрикован компромат. Непосредственный «куратор» ЕАК, заместитель министра иностранных дел и глава Совинформбюро Соломон Лозовский был уволен из МИД в 1945 году и снят с поста директора Совинформбюро в 1947 году.
Летом 1946 года Отделом внешней политики ЦК ВКП(б) была организована проверка деятельности ЕАК. Заместитель начальника отдела Александр Панюшкин заявил руководителям ЕАК Соломону Михоэлсу и Ицику Феферу о намерении закрыть организацию. Однако на тот момент дело ограничилось выводом ЕАК из структуры Совинформбюро и передачей под прямой контроль ОВП (Отдела Внешней Политики ЦК ВКП(б) 1 августа 1946 года. 12 октября 1946 года Министерство госбезопасности СССР направило в ЦК ВКП(б) и Совет Министров СССР записку «О националистических проявлениях некоторых работников Еврейского антифашистского комитета».
12 января 1948 года по личному приказу Сталина Михоэлс был убит в Минске группой офицеров госбезопасности. Во время командировки они выманили его из гостиницы, отвезли на дачу главы МГБ Белоруссии Лаврентия Цанавы и убили. После этого они инсценировали автомобильную катастрофу, а тело бросили на улице в городе. Михоэлсу были устроены торжественные похороны, но тем не менее распространилось мнение, что это не случайная смерть, а убийство. 26 октября 1948 года участники убийства «за образцовое выполнение специального задания правительства» были награждены орденами и лично Цанава — орденом Красного Знамени.
14 мая 1948 года было провозглашено государство Израиль. Поначалу СССР способствовал этому в надежде на то, что оно может стать ближневосточным союзником СССР. Однако возникла проблема, связанная с активизацией советских евреев, которая вызвала неудовольствие властей. Апогеем стало прибытие в СССР 11 сентября израильской миссии во главе с Голдой Меерсон и восторженная реакция на это еврейской общественности Москвы. Отношения с Израилем не сложились, и с августа 1948 года началось ужесточение позиции СССР к Израилю и сионизму.

## Роспуск ЕАК и запрет других еврейских организаций
20 ноября 1948 года Еврейский антифашистский комитет был распущен по решению Политбюро ЦК ВКП(б). В постановлении было сказано:

Утвердить следующее решение Бюро Совета Министров СССР:
Бюро Совета Министров СССР поручает Министерству государственной безопасности СССР немедля распустить «Еврейский антифашистский комитет», так как, как показывают факты, этот комитет является центром антисоветской пропаганды и регулярно поставляет антисоветскую информацию органам иностранной разведки. В соответствии с этим органы печати этого комитета закрыть, дела комитета забрать. Пока никого не арестовывать.
Секретарь ЦК И. Сталин
Были закрыты также газета «Эйникайт» и выпускающее её издательство «Дер Эмес» (Правда), на тот момент последняя еврейская газета и последнее еврейское издательство в стране. Параллельно начались аресты в руководстве Еврейской автономной области, были распущены еврейские писательские союзы и закрыты 4 остававшиеся еврейские средние школы с обучением на идише (в Черновцах, Вильнюсе, Каунасе и Биробиджане, 1948). 1 декабря 1949 года был закрыт Московский государственный еврейский театр, были закрыты также последние оставшиеся еврейские театры — БелГОСЕТ в Минске и Киевский ГОСЕТ в Черновцах (1949—1950).
В январе 1949 года советские средства массовой информации начали пропагандистскую кампанию против «космополитов», явно нацеленную против евреев СССР. Таким способом власти начали кампанию наступления на еврейскую культуру. Поэт Шмерке Качергинский опубликовал в Париже статью «К ликвидации еврейской культуры в СССР», а поэт Перец Маркиш выразился ещё более жёстко: «Гитлер хотел разрушить нас физически, Сталин хочет сделать это духовно». Выход печатной продукции (включая книги) на идишe был полностью запрещён, был даже уничтожен последний набор типографских древнееврейских шрифтов. 15 июня 1949 года Главлит издал приказ № 620, согласно которому из библиотек и книготорговой сети изымалось около 500 наименований книг еврейских авторов на русском языке — как «сионистских» или «националистических». Евреев массово увольняли с работы. Аналогичные кампании прошли и в союзных республиках СССР.
Доктор исторических наук Геннадий Костырченко писал, что кампания в прессе и физические гонения были двумя сторонами одной медали:

Аверс — шумная пропагандистская кампания, бичующая оторвавшихся от родной почвы антипатриотов… как бы прикрывал… реверс — негласную репрессивную акцию по уничтожению носителей еврейской культуры.
 Политику режима в отношении евреев Костырченко назвал «карательной ассимиляцией». Роспуск ЕАК, по его мнению, стал началом организованного сверху искоренения всего еврейского в литературе, культуре и социальной жизни страны.
Костырченко считает, что судьбой ЕАК распорядился лично Сталин. С ним не согласен Жорес Медведев, который отмечает, что 20 ноября Сталин находился на отдыхе возле Сочи, а документ Политбюро визирован не личной подписью, а факсимиле. В Москве Сталина замещал Г. М. Маленков. Медведев считает, что этим объясняется и запрет на аресты, которые Сталин «хотел контролировать лично». Ключевая роль Маленкова в деле ЕАК в части контроля над следствием и судом отмечается также Комиссией по изучению сталинских репрессий Политбюро ЦК КПСС.

## Аресты

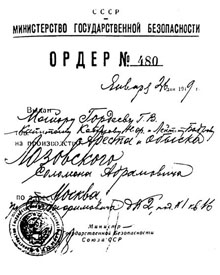
Ордер на арест Лозовского

Первым по этому делу, 16 сентября 1948 года (ещё до роспуска ЕАК) в Киеве был арестован поэт Давид Гофштейн. После 6 недель допросов его перевели в Москву. 16 декабря он под давлением следствия оговорил Михоэлса, Фефера и других руководителей ЕАК.
Ключевым моментом был арест 24 декабря председателя ЕАК Ицика Фефера, который уже до этого начал активное сотрудничество с МГБ. Перец Маркиш, узнав об аресте Фефера, сказал: «Эта скотина потянет за собой очень многих». В тот же вечер сотрудники госбезопасности вывезли директора Еврейского театра Вениамина Зускина из больницы, где он спал под действием снотворного. Очнулся он на следующий день в тюремной камере.
Аресты были продолжены после Нового года: 13 января были арестованы главный врач Центральной клинической больницы им. Боткина Борис Шимелиович и сотрудник Совинформбюро Иосиф Юзефович. В ту же ночь арестовали жену и сестру Ицика Фефера.
С 24 по 28 января было арестовано ещё 9 человек: Илья Ватенберг и его жена Чайка Ватенберг-Островская, Давид Бергельсон, Лейб Квитко, Соломон Лозовский, Эмилия Теумин, Перец Маркиш и Лина Штерн. 29 января был арестован 65-летний академик Яков Парнас — в тот же день он скончался в тюрьме.
Особо был обставлен арест Лозовского. 13 января он был вызван в ЦК к Маленкову и Шкирятову, которые обстоятельно допросили его по его участию в проекте создания в Крыму еврейской автономии, который впоследствии стал одним из важнейших пунктов уголовного дела. Сталин самолично отредактировал проект постановления Политбюро об исключении Лозовского из партии в связи с тем, что он «сговаривался за спиной ЦК ВКП(б) с антифашистским еврейским комитетом о том, как выполнить план американских капиталистических кругов по созданию в Крыму еврейского государства», а также снабжал государственными секретами американских «разведчиков» Гольдберга и Новика (оба они были американскими коммунистами, а Гольдберг и вовсе сотрудничал с МГБ). 26 января после получения Сталиным выбитых на допросе у Юзефовича показаний против Лозовского последний был арестован.
До конца февраля были арестованы также поэт Самуил Галкин, заместитель министра госконтроля РСФСР Соломон Брегман, редакторы и руководители издательств Гершл Жиц, Семён Рабинович, Соломон Котляр, Лев Стронгин, Моисей Беленький, начальник Главного управления учебных заведений Наркомата лёгкой промышленности Лев Александрович Шейнин. 3 июля был арестован Леон Тальми. 19 октября был арестован бывший прокурор, писатель Лев Романович Шейнин (один из немногих, кому удалось дождаться освобождения). Соломон Хайкин (руководитель пресс-центра ЕАК) был арестован 13 ноября 1951 года.
На момент разгона комитета в президиуме ЕАК состояло 20 человек. Трое из них не были арестованы: Герой Советского Союза, генерал-полковник Яков Крейзер, академик Александр Фрумкин, профсоюзный деятель Моисей Губельман.
С делом ЕАК также был связан арест жены Вячеслава Молотова Полины Жемчужиной 21 января 1949 года. Поводом стала её встреча на дипломатическом приёме с послом Израиля Голдой Меерсон в ноябре 1948 года, после которой министр госбезопасности Виктор Абакумов стал фабриковать дело, стараясь связать Жемчужину с ЕАК. Однако сломить её на следствии не удалось, она ни в чём не призналась и её дело рассматривалось отдельно.

## Реакция на аресты
Поскольку официальных сообщений об арестах не было, то внешне это выглядело как исчезновение целого ряда людей. На Западе это вызвало беспокойство, поскольку многие из них были весьма известны и за пределами страны.
На научно-культурной конференции в Нью-Йорке в марте 1949 года председателю Союза писателей СССР Александру Фадееву пришлось лгать, что он видел своих еврейских коллег совсем недавно. Молчал и обманывал западных коллег и корреспондентов также писатель Илья Эренбург.
В апреле Национальный комитет Коммунистической партии США поручил Говарду Фасту совершенно секретно предъявить на встрече с тем же Фадеевым в Париже обвинение СССР «в вопиющих актах антисемитизма». Фадеев в ответ на перечисления фактов репрессий, исчезновений и антиеврейских публикаций в прессе заявил, что антисемитизма в СССР нет. Певцу Полю Робсону в июне 1949 года во время пребывания в Москве МГБ в целях дезинформации устроило встречу с Ициком Фефером — его переодели и привезли из тюрьмы в гостиницу к американцу, однако Робсон догадался об инсценировке и, кроме того, получил информацию от знакомых москвичей. Тем не менее американские левые, даже имея представление о реальной ситуации, публично продолжали защищать СССР и отрицать факты.
В самом СССР за троих арестованных (академиков Парнаса и Штерн и доктора Шимелиовича) рискнул публично вступиться только один человек — 90-летний академик Николай Гамалея. 4 и 16 февраля 1949 года он направил Сталину письма, в которых связал аресты с антисемитизмом, который «пышным цветом расцвёл последнее время и в нашей стране».

## Следствие

### Подготовка
Материалы против членов ЕАК МГБ накапливало с 1945 года. Была введена тотальная слежка за любыми действиями еврейских активистов. В конце 1945 — середине 1946 годов СССР посетил левый американский журналист, редактор газеты «Дер тог» (День) Бенцион Гольдберг, сопровождать которого было поручено Феферу и Михоэлсу. Слежку за Гольдбергом осуществлял и отчитывался в МГБ ранее завербованный Фефер. ЕАК передал Гольдбергу целый ряд советских пропагандистских материалов. Впоследствии это было инкриминировано как шпионская деятельность, а сам Гольдберг был назван американским шпионом. Задним числом в американские шпионы был зачислен посетивший СССР после Гольдберга редактор американской коммунистической газеты Морген фрайхайт Поль (Пейсах) Новик. Более того, Гольдберг, как выяснилось, сотрудничал с советской разведкой, оба они с Новиком подвергались преследованиям в США за коммунистические убеждения.
С декабря 1947 года начались аресты родственников второй жены Сталина Надежды Аллилуевой, совершившей самоубийство в 1932 году. В ходе допросов следователи сфабриковали документы о заговоре, в котором по заданию американской разведки якобы участвовали Михоэлс, Лозовский и Фефер.
Непосредственным предлогом к возбуждению уголовного дела на руководителей ЕАК послужили сфальсифицированные и полученные с помощью систематических избиений показания старшего научного сотрудника Института экономики АН СССР Исаака Гольдштейна и старшего научного сотрудника Института мировой литературы АН СССР 3ахара Гринберга, арестованных соответственно 19 и 28 декабря 1947 года. Оба они погибли в заключении.
В начале 1948 года были арестованы и подвергнуты жестоким пыткам ряд сотрудников Совинформбюро. От них были получены показания, компрометирующие Лозовского.
Бывший начальник следственной части МГБ по особо важным делам полковник Михаил Рюмин в июне 1953 года дал показания, что:

С конца 1947 года в работе следственной части по особо важным делам начала проявляться… тенденция рассматривать лиц еврейской национальности врагами Советского государства. Эта установка приводила к необоснованным арестам лиц еврейской национальности по обвинению в антисоветской националистической деятельности и американском шпионаже.
26 марта 1948 года министр госбезопасности Виктор Абакумов представил на имя И. В. Сталина, В. М. Молотова, А. А. Жданова и А. А. Кузнецова доклад, в котором обвинял членов ЕАК в связях с американской разведкой и использовании ЕАК для прикрытия националистической и антисоветской деятельности. Однако в тот момент советское руководство по внешнеполитическим причинам не было готово развернуть репрессивную кампанию против ЕАК. Как пишет Костырченко, ликвидация ЕАК сразу же после гибели Михоэлса могла породить нежелательные ассоциации, но главная причина была в том, что это могло дискредитировать курс Сталина на поддержку создания Государства Израиль.
Санкция на массовые аресты членов ЕАК была дана после получения показаний Гофштейна в декабре 1948 года.

### Допросы
После проведения арестов в декабре 1948 — феврале 1949 годов, весь 1949 год 35 следователей МГБ интенсивно проводили допросы и очные ставки по делу. Расследование возглавили начальник следственной части по особо важным делам МГБ СССР генерал-майор Александр Леонов и его заместители, полковники Михаил Лихачёв и Владимир Комаров. Именно они внесли на первом этапе максимальный вклад в фабрикацию дела.
В течение нескольких месяцев следствие добивалось от обвиняемых признания по 4 пунктам:
- еврейский буржуазный национализм,
- создание антисоветского националистического подполья,
- государственная измена,
- сотрудничество с американской разведкой.

Ко всем обвиняемым, кроме Фефера, применялись силовые методы воздействия: их били, пытали, сажали в карцер, не давали спать. Допросы сопровождались грубыми антисемитскими нападками со стороны следователей. Арестованный впоследствии следователь Комаров писал из тюрьмы на имя Сталина:

Арестованные буквально дрожали передо мной, они боялись меня, как огня. …Сам министр не вызывал у них того страха, который появлялся, когда допрашивал их лично я.

Основным средством воздействия на арестованных были систематические избиения. Член президиума ЕАК Борис Шимелиович писал 15 мая 1949 года в руководство МГБ:

Четыре месяца прошло со дня моего ареста. За это время я неоднократно заявлял: я не изменник, не преступник, протокол моего допроса, составленный следователем, подписан мною в тяжёлом душевном состоянии, при неясном сознании. Такое состояние моё явилось прямым результатом методического моего избиения в течение месяца ежедневно.

Избиения Шимелиовича полковником Шишкиным были подтверждены в официальном ответе МГБ за подписью Рюмина. Арестованный с Шимелиовичем в один день Иосиф Юзефович поведал суду:

В самом начале следствия я давал правдивые показания и заявлял следователям, что не чувствую за собой никакого преступления… После этого меня вызвал к себе министр госбезопасности Абакумов и сказал, что если я не дам признательных показаний, то он меня переведёт в Лефортовскую тюрьму, где меня будут бить… Я ответил Абакумову отказом, тогда меня… стали избивать резиновой палкой и топтать ногами, когда я падал. В связи с этим я решил подписать любые показания, лишь бы дождаться дня суда.

Показания, добытые с помощью истязаний, обрабатывались в секретариате Абакумова, которым руководил полковник Яков Броверман.
Поскольку со второй половины 1949 года МГБ был занят так называемым «ленинградским делом», то интенсивность допросов по делу ЕАК снизилась. В марте 1950 года всем арестованным по этому делу, за исключением Фефера, было объявлено о прекращении следствия. 25 марта арестованным предъявили обвинительное заключение, в котором фигурировали 29 человек, в том числе Полина Жемчужина, жена Молотова.
Более года вопрос о направлении дела в суд не решался, следственные действия не проводились. Суд не состоялся по ряду причин: часть арестованных отказалась от своих показаний, не признал вину Шимелиович. Кроме того, проведению процесса противились некоторые высокопоставленные советские руководители, включая Вячеслава Молотова. Было решено сократить количество лиц по делу ЕАК до 15 человек, а остальных рассматривать отдельно. Часть арестованных по делу ЕАК были приговорены к различным срокам заключения Особым совещанием МГБ, а 22 ноября 1950 года Военная коллегия Верховного суда СССР приговорила к расстрелу журналиста и литературного критика Мирру Железнову (Мариам Айзенштадт) и писателя Самуила Персова, поскольку, по утверждению следствия, материалы к печати, которые они готовили от имени комитета, содержали секретные сведения. Только по делу Персова и Железновой было арестовано более 250 человек. Литературный критик Исаак Нусинов скончался в тюрьме, Самуил Галкин отделался 10 годами лагерей.
Летом 1951 года началась чистка центрального аппарата МГБ, после того как по доносу подполковника МГБ Рюмина был арестован министр госбезопасности Абакумов, который, по утверждению Рюмина, скрывал «террористический план еврейского националиста Я. Этингера». Многие руководители МГБ были арестованы, в том числе все работавшие в центральном аппарате евреи. В материалах следствия это называлось «Дело о сионистском заговоре в МГБ», а затем стало известно как «Дело врачей», основными фигурантами которого снова были почти исключительно евреи.
На допросах следователи пытались связать своих бывших коллег с деятельностью ЕАК. В письме от 24 августа 1951 года на имя Маленкова и Берии новый министр госбезопасности Семён Игнатьев сообщал, что «почти совершенно отсутствуют документы, подтверждающие показания арестованных о проводившейся ими шпионской и националистической деятельности под прикрытием ЕАК».

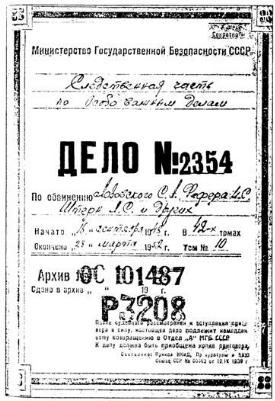
Обложка следственного дела

19 января 1952 года следствие по делу ЕАК возобновилось под руководством Рюмина, ставшего полковником, начальником следственной части МГБ по особо важным делам и заместителем Игнатьева. У следователей был специальный вопросник, составленный Сталиным, где основное место занимали вопросы, посвящённые связям арестованных с иностранными разведками, но доказать шпионаж не получалось. Общее число дел в МГБ, связанных с ЕАК, достигало 70. Рюмину помогали Николай Коняхин и Николай Месяцев. В этот период следственные действия проводились с ещё более грубыми нарушениями законности, чем в период 1949 года. Рюмин добивался внесения ещё одного пункта обвинения — «террористическая деятельность», чтобы добиться расположения Сталина, которому в это время повсюду мерещились заговоры.
В рамках дела были проведены многочисленные экспертизы по определению секретности и идеологической направленности инкриминируемых подследственным материалов. В частности, только на пропаганду национализма было исследовано 122 документа, крупнейшим из которых была «Чёрная книга» объёмом 27 томов. В экспертизе принимал участие высокопоставленный номенклатурный литературовед Владимир Щербина. Всю эту работу координировал помощник Рюмина подполковник Павел Гришаев. Не все эксперты готовы были подписывать ложные обвинения. Так, один из экспертов Н. Н. Пухлов написал, что документы, инкриминируемые как секретные, являются всего лишь перепечаткой англоязычной прессы. Тем не менее это обвинение было включено в обвинительное заключение.
5 марта 1952 года Гришаев вынес постановление об объединении следственных дел Лозовского, Фефера, Брегмана, Юзефовича, Шимелиовича, Штерн, Квитко, Маркиша, Гофштейна, Бергельсона, Тальми, Зускина, Теумин, Ватенберга и его жены в одно следственное дело № 2354. Шестеро из них (Юзефович, Тальми, супруги Ватенберг, Теумин и Брегман) не имели отношения к практической деятельности ЕАК и были привлечены, по мнению Джошуа Рубинштейна, для придания «антисоветскому заговору» более широкого размаха.
Кроме того, было принято постановление о начале следствия по делам всех лиц, имена которых фигурировали в ходе допросов по делу ЕАК. Список подозреваемых включал по разным данным 213 или 230 человек, в том числе Илью Эренбурга, Василия Гроссмана, Самуила Маршака, Матвея Блантера, Бориса Збарского, Бориса Слуцкого и других. Но этот замысел остался нереализованным. Были попытки получить показания также на близких соратников Сталина Вячеслава Молотова и Лазаря Кагановича.

### Обвинение

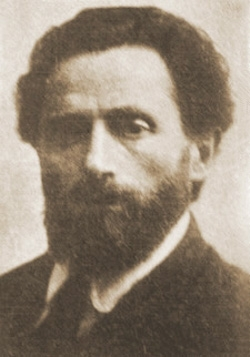
Соломон Лозовский — глава «заговора» по версии МГБ

22 марта 1952 года старший следователь следственной части по особо важным делам МГБ СССР подполковник Кузьмин и прокурор военной прокуратуры войск МГБ СССР подполковник Приходько признали предварительное следствие законченным, а собранные доказательства достаточными для передачи в суд. Обвиняемые начали знакомиться с составившим 42 тома делом. 31 марта Рюмин утвердил обвинительное заключение с квалификацией по УК РСФСР 1926 года — статья 58, п. 1а, п. 10 (часть 3) и п. 11 — контрреволюционное преступление против государства, выразившееся в осуществлении шпионской работы, а также в развёртывании широкой пропаганды буржуазного национализма среди еврейского населения СССР.
3 апреля преемник Абакумова Семён Игнатьев написал письмо Сталину с предложением всех обвиняемых, кроме Штерн, расстрелять, а её сослать в лагерь на 10 лет. 5 апреля обвинительное заключение было утверждено заместителем главного военного прокурора генерал-майором юстиции Китаевым, а 7 апреля оно было направлено в Военную коллегию Верховного суда.
Арестованные по делу ЕАК были обвинены в связях с «еврейскими националистическими организациями Америки», в отправках в эти организации «информации об экономике СССР, а также клеветнической информации о положении евреев в СССР… в том, что по заданию еврейских националистов Америки поставили вопрос о заселении Крыма и создании там еврейской республики… в издании „Чёрной книги“, осуществлённой совместно с еврейскими националистами США и Палестины».
Вопрос об издании «Чёрной книги» рассматривался в обвинении отдельно. Намерение издать её в США инкриминировалось Бенциону Гольдбергу. Составители обвинялись не только в «национализме» и «выпячивании» страданий евреев в годы войны, но и даже в пропаганде нацизма, поскольку они «с подозрительной чрезмерной подробностью излагают расистские взгляды Гитлера». Цитирование замыслов руководителей нацистов, по мнению обвинения, было предоставлением трибуны этим взглядам. Сотрудничество с газетой «Эйникайт» автоматически квалифицировалось как «буржуазно-националистическая пропаганда».
21 апреля состоялось так называемое предварительное заседание Военной коллегии Верховного суда с участием заместителя главного военного прокурора генерал-майора Китаева, который доложил обстоятельства дела и сущность обвинения. Он предложил обвинительное заключение утвердить и предать обвиняемых суду Военной коллегии Верховного суда СССР с рассмотрением дела в полностью закрытом режиме: не только без публики, но и также без участия обвинения и защиты. Содокладчик, генерал-лейтенант юстиции Чепцов, согласился с Китаевым. Такой порядок формально соответствовал тогдашним нормам судопроизводства по делам о контрреволюционных преступлениях, хотя, по сути, это был чистый произвол.
Список обвиняемых:
- Лозовский, Соломон Абрамович — бывший заместитель наркома иностранных дел СССР, начальник Совинформбюро;
- Фефер, Исаак Соломонович — поэт, секретарь ЕАК;
- Брегман, Соломон Леонтьевич — заместитель министра Госконтроля РСФСР;
- Юзефович, Иосиф Сигизмундович — сотрудник Совинформбюро;
- Шимелиович, Борис Абрамович — главный врач Центральной клинической больницы им. Боткина;
- Квитко, Лев Моисеевич — поэт;
- Маркиш, Перец Давидович — поэт, секретарь Ревизионной комиссии Союза писателей СССР;
- Бергельсон, Давид Рафаилович — писатель;
- Гофштейн, Давид Наумович — поэт;
- Зускин, Вениамин Львович — актёр, художественный руководитель Московского Государственного еврейского театра;
- Штерн, Лина Соломоновна — академик АН СССР и АМН СССР, директор Института физиологии АМН СССР и заведующая кафедрой физиологии 2-го Медицинского института;
- Тальми, Леон Яковлевич — журналист-переводчик Совинформбюро;
- Ватенберг, Илья Семёнович — старший контрольный редактор Государственного издательства художественной литературы на иностранных языках;
- Теумин, Эмилия Исааковна — редактор международного отдела Совинформбюро;
- Ватенберг-Островская, Чайка Семёновна — переводчик ЕАК.

## Суд
Суд по делу Лозовского и других начался 8 мая 1952 года в зале клуба имени Дзержинского на Лубянке. Председателем суда был генерал-лейтенант юстиции Александр Чепцов, судьями — генерал-майоры юстиции Леонид Дмитриев и Иван Зарянов. Как утверждал Чепцов в объяснении, направленном 15 августа 1957 года членам Президиума ЦК КПСС, ещё до начала процесса министр госбезопасности Игнатьев и его заместитель Рюмин сообщили ему, что по их докладу на Политбюро ЦК ВКП(б) было принято решение о расстреле всех обвиняемых, кроме Лины Штерн.
Несмотря на то, что следствие сумело у всех (кроме Шимелиовича) выбить признания, на суде после оглашения обвинительного заключения Лозовский, Маркиш и Брегман отвергли свою вину. Фефер и Теумин вину признали полностью, остальные — частично. Обвиняемые Лозовский, Шимелиович и Штерн осуществляли свою защиту в наступательной, решительной манере. Вдохновлённый их поведением, отрёкся от своих показаний Фефер. Поскольку, кроме выбитых на предварительном следствии признаний, никаких фактических доказательств вины подсудимых не было, дело разваливалось на глазах. Оно оказалось настолько «шито белыми нитками», что председатель суда решил добиться возвращения его на доследование. Следователи пытались запугивать обвиняемых в перерывах между заседаниями коллегии, а Рюмин, пользуясь тем, что процесс проходил в здании МГБ, установил в совещательной комнате судей подслушивающее устройство. Более того, как пишет доктор исторических наук Владимир Наумов, руководство МГБ открыто угрожало расправой самому Чепцову.
Возмущённый такой бесцеремонностью, Чепцов 15 мая приостановил делопроизводство и стал искать управу на Рюмина в различных властных структурах. Своё мнение он доложил Генеральному прокурору СССР Григорию Сафонову, председателю Верховного суда СССР Анатолию Волину, Председателю Президиума Верховного Совета СССР Николаю Швернику, секретарю ЦК ВКП(б) Пантелеймону Пономаренко, председателю КПК при ЦК ВКП(б) Матвею Шкирятову, но поддержки не получил. Все они рекомендовали обратиться по этому вопросу к Георгию Маленкову. Добившись с ним встречи, Чепцов застал в его кабинете заранее приглашённых туда Игнатьева и Рюмина. Чепцов потребовал передать дело на доследование и посетовал на самоуправство Рюмина. Маленков возразил на это: 

Что же, вы хотите нас на колени поставить перед этими преступниками? Ведь приговор по этому делу апробирован народом, этим делом Политбюро ЦК занималось три раза. Выполняйте решение Политбюро!
Впоследствии на июньском 1957 года пленуме ЦК КПСС на вопрос генерального прокурора Р. А. Руденко, докладывал ли он Сталину о просьбе Чепцова доследовать дело ЕАК, Маленков ответил: 

Всё, что я сказал, я не посмел бы не сказать Сталину.
22 мая Чепцов возобновил суд, переведя закрытые допросы подсудимых, свидетелей и экспертов в здание Военной коллегии на улице 25 Октября, ныне Никольской. Устранение контроля МГБ над процессом тем не менее не могло изменить итог дела, поскольку Чепцов понял указание Маленкова как волю Сталина.
Впоследствии Чепцов утверждал, что руководствовался исключительно стремлением «установить объективную истину» и противостоять «беззакониям» Рюмина, но на самом деле, согласно показаниям Гришаева, «Чепцов критиковал это дело не за то, что оно вообще сомнительно, а за то, что арестованные не разоблачены и корни преступлений не вскрыты».
18 июля 1952 года все обвиняемые, кроме Штерн и Брегмана, были приговорены к смертной казни с полной конфискацией имущества. Лина Штерн была приговорена к 3,5 годам лагерей, 3 годам поражения в правах с последующей 5-летней ссылкой без конфискации.
Поскольку Брегман 16 июня во время суда был в бессознательном состоянии помещён в санчасть Бутырской тюрьмы, суд 9 июля постановил дело в отношении него приостановить до его выздоровления и выделить в отдельное производство. Однако 23 января 1953 года Брегман умер в тюрьме. 3 июня 1953 года дело в отношении Брегмана было прекращено в связи с его смертью.

## Казнь осуждённых и другие события

Лина Штерн — единственная выжившая из подсудимых. Фото из следственного дела

После процесса все осуждённые направили в Президиум Верховного Совета СССР просьбы о помиловании, однако 7 августа они были отклонены. 12 августа приговор был приведён в исполнение. Эта дата вошла в еврейскую историю как «ночь казнённых поэтов», хотя из 13 расстрелянных было 4 поэта и 1 прозаик. Из членов ЕАК погибли 24 человека и ещё несколько десятков были отправлены в лагеря и на поселение.
Дело ЕАК было лишь верхушкой множества связанных с ним дел и антиеврейских репрессий. В частности, в связи с делом ЕАК было арестовано всё руководство Еврейской автономной области.
Всего в связи с уголовным делом Еврейского антифашистского комитета было в 1948—1952 годах репрессировано 125 человек, в том числе приговорено к высшей мере наказания — 23, к 25 годам исправительно-трудовых лагерей (ИТЛ) — 20, к 20 годам ИТЛ — 3, к 15 годам ИТЛ — 11, к 10 годам ИТЛ — 50, к 8 годам ИТЛ — 2, к 7 годам ИТЛ — 1, к 5 годам ИТЛ — 2, к 3,5 годам ИТЛ — 1, к 10 годам ссылки — 1, умерло в ходе следствия — 6, прекращены дела после ареста в отношении 5 человек, да и то лишь после смерти Сталина.
До ноября 1955 года никакой информации о судьбе казнённых не было, а советские представители продолжали лгать зарубежным коллегам. Так, Борис Полевой осенью 1955 года в Нью-Йорке заявил Говарду Фасту, что Лев Квитко по-прежнему живёт в Москве со своей семьёй. Аналогичную ложь зарубежным коллегам рассказывали и другие советские писатели, в частности Арон Вергелис. О расстреле зарубежная пресса сообщила лишь в марте 1956 года.

## Реабилитация и оценки дела
Сразу после смерти Сталина весной 1953 года Лаврентий Берия, возглавив объединённое министерство МГБ и МВД, инициировал пересмотр ряда «громких» послевоенных дел, включая дело ЕАК. Однако его инициатива по реабилитации членов ЕАК была отклонена Никитой Хрущёвым и Георгием Маленковым.
Лишь летом 1955 года в ответ на ходатайство Александра Фадеева, Самуила Маршака, Льва Кассиля и других писателей ЦК КПСС инициировал прокурорскую проверку дела ЕАК. Проверка этого и ряда других дел была спровоцирована Хрущёвым в его борьбе за власть с Маленковым после устранения Берии. Поскольку основные участники расследования (Абакумов, Рюмин, Комаров, Лихачёв) были к тому времени расстреляны, генеральный прокурор СССР Роман Руденко, докладывая 1 октября результаты в ЦК, списал на них всю фальсификацию дела.
22 ноября 1955 года Военная коллегия Верховного Суда СССР отменила приговор в отношении членов Еврейского антифашистского комитета из-за отсутствия в их действиях состава преступления. Родственникам расстрелянных суды выдавали фальшивые справки о смерти «при отбытии наказания». Решение о реабилитации было секретным, публикацию информации в открытой печати власти запретили. Открыто о реабилитации членов ЕАК было заявлено лишь в 1988 году.
29 декабря 1988 года Комиссия Политбюро ЦК КПСС рассмотрела материалы, связанные с реабилитацией в судебном и партийном порядке лиц, проходивших по так называемому «делу Еврейского антифашистского комитета». Комиссия отметила, что проверкой данного дела в 1955 году установлено, что дело по обвинению С. А. Лозовского, И. С. Фефера и других является сфабрикованным, а признания обвиняемых на следствии получены незаконным путём, следственные работники, производившие расследование данного уголовного дела, осуждены в 1952—1954 годах за фальсификацию следственных материалов. В ходе расследования было установлено, что прямую ответственность за незаконные репрессии лиц, привлечённых по «делу Еврейского антифашистского комитета», несёт Георгий Маленков, который имел непосредственное отношение к следствию и судебному разбирательству. Решениями КПК при ЦК КПСС в 1955 году были восстановлены в партии С. А. Лозовский, И. С. Фефер, И. С. Юзефович, Л. М. Квитко, П. Д. Маркиш, Э. И. Теумин, С. Л. Брегман, Л. С. Штерн, а в 1988 году — Б. А. Шимелиович и Д. Н. Гофштейн. Дело было официально квалифицировано как «преступление сталинизма».
В 1992 году в Иерусалиме установлен памятный знак расстрелянным членам ЕАК. В день расстрела 12 августа в Израиле проводятся памятные мероприятия. В Москве на здании, где работал ЕАК (Пречистенка, 10), установлена мемориальная доска.
Историки рассматривают дело ЕАК как начало официальной антисемитской политики в СССР. Костырченко считает, что главным виновником нагнетания государственного антисемитизма в стране и превращения Министерства госбезопасности в ударную силу этой политики был лично Сталин. Аналогичного мнения о личной роли Сталина в придании репрессиям антисемитского характера придерживается доктор исторических наук Андрей Соколов.